# 島津継豊
島津 継豊（しまづ つぐとよ）は、江戸時代の大名。島津氏22代当主。薩摩藩の第5代藩主。

## 生涯
元禄14年（1701年）12月、島津吉貴の長男として生まれた。正徳5年（1715年）4月5日、当時7歳の第7代将軍・徳川家継より、「松平」の名字と偏諱（「継」の一字）を与えられ、初名の忠休（ただやす）から継豊（松平大隅守継豊）に改名した。享保6年（1721年）6月、父・吉貴の隠居に伴って家督を継ぐ。同年12月、左近衛少将に任官する。享保14年（1729年）には従四位下・左近衛中将に叙任した。
当初、継豊は長州藩主・毛利吉元の娘を正室としていたが、この正室が早世した後に8代将軍・徳川吉宗の斡旋もあって、5代将軍・徳川綱吉の養女・竹姫と再婚した。竹姫は吉宗と恋愛関係があるのではないかという臆測があり、継豊の父・吉貴はじめ薩摩藩では好意的にはとっていなかったという。しかし、吉貴の友人である老中・松平乗邑の斡旋もあって、継豊には既に側室のお嘉久（渋谷氏）との間に嫡男が生まれていることから、竹姫との間に子が生まれても嫡子としないなど様々な条件をつけた上で受け入れたという。
病気がちであり、強度の疝癪による目まいに悩まされ、享保21年（1736年）に江戸に参勤した後帰国できず、翌元文2年（1737年）に在府の願いを幕府に出して許可され、以後12年にわたって江戸に滞在することとなった。
元文2年（1737年）3月、四弟の忠紀に越前家を再興させた。延享元年（1744年）5月、七弟の忠卿に断絶した支族・和泉家の門跡を継がせて、再興させた。この家を「今代の和泉家」という意味で今和泉家という。
元文3年（1738年）に藩主が嗣子なくして死去したときに藩主を輩出する家格として一門家を新設した。当時、家格一所持だった同母弟の垂水島津家当主・島津貴儔や、次男の加治木島津家当主・島津久門（後の重年）をこの家格とする。
延享3年（1746年）11月、長男の宗信に家督を譲って隠居したが、その後藩主となった宗信と次男の重年が継豊に先立って死に、孫（重年の子）である島津重豪（初名は忠洪）が11歳で8代藩主となったため、自身も病弱の身を押し、その後見を行った。
寛延2年（1749年）に鹿児島に帰国した。宝暦10年（1760年）9月、60歳で死去した。

## 系譜
- 父：島津吉貴（1675-1747）
- 母：須磨 - 側室、名越恒渡（右膳）の妹
- 養母：福姫 - 松平定重女
- 正室：皆姫 - 毛利吉元の娘
- 継室：浄岸院（1705-1772）、竹姫 - 徳川綱吉、徳川吉宗の養女、清閑寺熈定の娘
  - 女子：眞含院（1733-1808）、菊姫 - 黒田重政正室
- 側室：於嘉久 - 渋谷貫臣の娘
  - 長男：島津宗信（1728-1749） - 薩摩藩六代藩主、浄岸院竹姫の養子
  - 女子：鐘 - 肝付兼伯室
  - 女子：鉄 - 島津久隆（新城島津家）室
  - 男子：入来院定勝（1736-1781） - 入来院定恒の養子
- 室：登免 - 島津久房の娘
  - 次男：島津重年（1729-1755） - 島津久季（加治木島津家）の養子、薩摩藩七代藩主
- 室：伊地知氏
  - 三男：島津久峯（1732-1772） - 島津久豪（知覧島津家）の養子
  - 女子：就 - 夭亡
- 側室：四本為規の娘
  - 女子：樺山久智室 - 渋谷貫臣の娘の養子